# Le Quiz du chrétien en marche
Pour les articles homonymes, voir QCM.
Le Quiz du chrétien en marche (QCM) est une émission de divertissement hebdomadaire, diffusée le samedi soir sur la chaîne KTO. Il s'agit d'un jeu où trois candidats s'affrontent sur des questions portant sur la culture religieuse et la foi chrétienne.

## Historique
Le Quiz du chrétien en marche est créé en 2012 par la chaîne KTO. L'émission devient rapidement populaire, pas uniquement en France mais également en Afrique francophone, dans l'Océan Indien et aux Antilles.
L’émission est présentée originellement par Charlie Clarck de la première saison en septembre 2012 jusqu’à la fin de la sixième saison en juin 2018. Loïc Landrau assure ensuite la présentation, de la septième saison en septembre 2018 jusqu’à la fin de la neuvième saison en juin 2021.
Adrien Lefebure devient le présentateur de la dixième saison, de septembre 2021 à juin 2022, avant d'être remplacé par Sébastien Erson pour la onzième saison, de septembre 2022 à juin 2023. Depuis le début de la douzième saison en septembre 2023, l’émission est présentée par Jérémy Côme, issu de l'équipe de production Miss France.

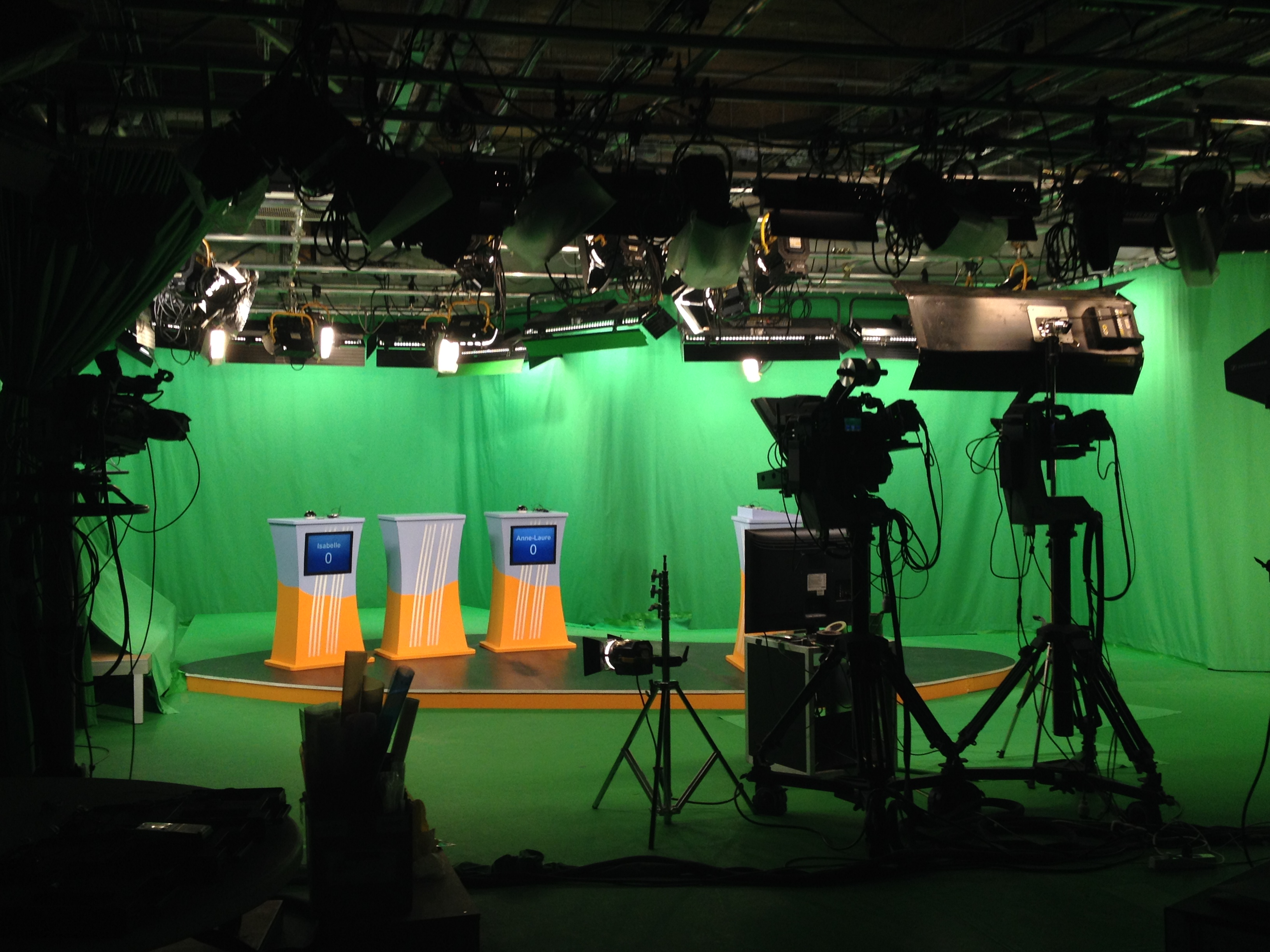
Le plateau du QCM en 2014.

## Règles

### Première manche: Les premiers pas
Après s'être présentés, chacun des trois candidats ont chacun deux minutes pour répondre à un maximum de questions. Chaque question comporte trois possibilités de réponse. La manche n'est pas éliminatoire mais elle détermine les choix de thèmes que pourront faire les candidats lors de la deuxième manche.

### Deuxième manche: En chemin
Au début de la manche, six thèmes sont proposés aux candidats : « Saints et témoins de la foi », « Bible », « l’Église et son histoire », « Liturgie, sacrements et prières », « art, culture et foi », « Questions providentielles ». Le candidat ayant obtenu le plus de points lors de la première manche, peut choisir deux thèmes. Le candidat suivant peut choisir un thème. Le dernier candidat ne peut rien choisir. Les questions posées seront donc issues des thèmes choisis, sachant qu'un thème n'est pas plus difficile qu'un autre.
Contrairement à la première manche, les candidats doivent être les premiers à répondre à une même question en appuyant sur leur buzzer. La question est posée par le présentateur, sa lecture dure environ vingt secondes, durée pendant laquelle les candidats peuvent buzzer. Les candidats ayant obtenu le plus grand nombre de points sont qualifiés pour la troisième manche.

### Troisième manche: Le sprint final
Les deux candidats sélectionnés lors de la manche 2 s'affronte pour un Sprint Final. Depuis septembre 2013, les règles ont été modifiées.
Les 2 candidats doivent répondre à une série de 7 questions autour du même thème. C'est le candidat qualifié le premier pour le Sprint Final qui choisit le thème des questions au hasard dans un jeu de cartes présenté par l'animateur. À l'issue des 7 questions, le candidat qui a le meilleur score est le gagnant du jeu.

## Cadeaux
Le candidat qui a remporté le sprint final de l'émission hebdomadaire gagne le droit de revenir affronter les gagnants des autres éditions hebdomadaires au cours de la Grande Finale du mois.

### 1replace (chrétien en marche du mois/de l'année)
De la saison 1 à 5 : 
- Un voyage (successivement en Terre Sainte, à Rome, Saint-Jacques de Compostelle, les pays baltes puis le monastère du mont Sainte-Odile).

Saison 6 - début de la saison 7 (novembre 2018) : 
- Un an de livres aux librairies La Procure (un livre par mois)

Saison 7 (à partir de novembre 2018) - présent :
- Deux billets d'avion pour Rome

### 2eplace
- une croix en argent (pour les hommes) ou un bracelet en argent et nacre (pour les femmes) - édition hebdomadaire

- une médaille en or 9 carats - finale du mois ou de l'année

### 3eplace (perdant de la deuxième manche)
Saison 1 à 5 : 
- Cathoquizz, jeu de cartes et de connaissances sur la foi chrétienne - émission hebdomadaire

- Livre culturel en rapport avec la chrétienté - finale du mois ou de l'année

Saison 6-présent :
- Deux DVD : un film en rapport avec la chrétienté distribué par Saje distribution et une partie de la série La Bible - émission hebdomadaire

- Livre culturel en rapport avec la chrétienté - finale du mois ou de l'année

## Diffusion
Le jeu est diffusé les quatre premiers samedis du mois à 19 h 30, et rediffusé le dimanche à 13 h 20. Tous les épisodes diffusés sont sur la chaîne YouTube de KTO ainsi que sur son site internet. Les trois premières émissions du mois déterminent les participants de la quatrième, nommée Grande Finale du Mois.

## Identité visuelle et sonore
Le logo ainsi que l'habillage du décor et des fiches subissent une refonte visuelle à compter de l'émission du 2 octobre 2021.
La musique du générique est le morceau Curly Wurly, de Jonathan Jowett et Nigel Mullanay.

## Reprises et détournements
Régulièrement, le Quiz du Chrétien en Marche est repris et commenté dans des émissions médias pour son aspect ludique et souriant. C'est le cas notamment de l'émission Touche pas à mon poste ! sur C8, présentée par Cyril Hanouna, qui s'amuse à faire des chroniques humoristiques sur la taille des fiches, les cadeaux proposés aux candidats ou les jeux de mots de Charlie Clarck. Le QCM a d'ailleurs adressé plusieurs « droits de réponse » à Cyril Hanouna, qui toujours salué le second degré et l'auto-dérision de l'émission.
L'émission Quotidien sur TMC fait régulièrement des chroniques humoristique autour de cette émission, le 8 décembre 2018, ils ont même réussi à envoyer un candidat provenant des bureaux de l'émission.